# بناء رابط
بناء رابط (بالإنجليزية: Link building)‏ في مجال التحسين لمحركات البحث يصف بناء الرابط التشعبي الإجراءات التي تهدف إلى زيادة عدد وكفائة الروابط الواردة (inbound links) لصفحة الكترونية (Web page) بهدف زيادة الترتيب أو الرتبة للصفحة أو الموقع الإلكتروني في محرك البحث.

## وصف
بناء وصلة أو رابط يمكن أن يزيد عدد الوصلات ذات الجودة العالية التي تشير إلى الموقع والذي بدوره يزيد من احتمال ارتفاع رتبة الموقع في محركات البحث وهو أيضا يحسن التكتيك التسويقي ويثبته لزيادة الوعي بالعلامة التجارية.

## أنواع الروابط

### رابط التحرير
روابط التحرير (Editorial Links) هي الروابط التي لا يدفع لها اموال وليسة تبادلية أو تجارية، هذه الروابط تكون جذابة بسبب محتوياتها الجيدة واستراتيجيتها التجارية للمواقع، وهي روابط لا يحتاج مالكي المواقع أن يطلبوها حيث انها متوفرة طبيعيا ومجانيا من قبل المواقع الأخرى.

### رابط موارد
روابط الموارد (Resource Links) هي فئة من الروابط يمكن أن تكون في اتجاه واحد (one-way) أو اتجاهين (two-ways)، يشار إليها عادة باسم «الموارد» أو «المعلومات» في شريط التنقل (navbars)، ولكن في بعض الأوقات وخصوصا في السنوات الأوائل للويب كانت تسمى فقط روابط (Links)، وهي في الأساس عبارة عن روابط تشعبية (hyperlinks) للموقع أو بشكل اخص للصفحات (webpage) المحتوية على محتويات يظن أنها نافعة ومفيدة أو ذات صلة بما يريده زائري الموقع.
في السنوات الأخيرة تزايدة أهمية روابط الموارد لأن معظم محركات البحث جعلتها مهمة ككلمات في جوجل وكفاءة وكمية وملائمة أحصاء الروابط (links count) نحو رفع الرتب والتقديرات (rating).

### رابط مكتسب
هذه الروابط (acquired Links) هي التي حصل عليها صاحب الموقع من خلال دفع أو تسويق، هي معروفة أيضا الروابط العضوية المكتسبة (organically obtained links) مثل روابط الأعلانات (advertisements) والروابط المدفوعة والمقالات التسويقية (article distribution) وروابط الدليل (directory links) والتعليقية على المنتديات (comments on forums) والمدونات (Blogs) والنماذج التفاعلية الأخرى لوسائل الاعلام الاجتماعية (social media).

#### رابط متبادل
الارتباط المتبادل (Reciprocal Links) بين يكون بين شيئين (Two Objects)، عادة بين موقعين الكترونين لضمان مرور متبادل (mutual traffic) على سبيل المثال لو كان أليس وبوب شخصين يمتلكان موقعين ويب فإن كان الموقعين يشير كل منهما للآخر برابط متبادل فهذا يعني (reciprocally linked)، اصحاب المواقع الإلكترونية في كثير من الأحيان يسجلون ويرسلون مواقعهم لدليل الروابط المتبادلة (Link exchange directories) من أجل تحقيق أعلى الترتيبات في محركات البحث، الربط المتبادل بين المواقع لم يعد جزءا هاما من عملية التحسين في محرك البحث في تحديث جاجر (Jagger 2 update) 
، حيث توقف جوجل عن منح رصيد للروابط المتبادلة وأصبحت لا تشير إلى شعبية حقيقية.

#### روابط توقيع المنتديات
روابط توقيع المنتديات (Forum signature) هو اسلوب تقني يستخدم لبناء الروابط المرتدة العائدة (Backlink) للموقع، هذه العملية تستخدم في مجتمعات المنتديات وتسمح بروابط تشعبية صادرة بتوقيع الأعضاء (member's signature)، ويمكن ان تكون هذه الطريقة سريعة لعمل وبناء روابط واردة (inbound links) بقيم للموقع في تحسين محركات البحث (SEO).

#### تعليقات مدونة
تعليقات مدونة (Blog comments) ترك تعليق في مدونة ينتج عنه تتبع للمواقع، معظم الوقت لا يتم تتبع التعليقات وخصوصا من قبل محركات بحث جوجل وياهو، ولكن يمكن تتبع أي رابط داخل التعليق.

#### رابط الدليل
رابط الدليل (Directory Links)، أدلة مواقع الويب (Web directory) هي قائمة بروابط للمواقع يتم فرزها في تصنيفات، يمكن لمالكي الموقع أن يقدموا ويرسلوا موقعهم إلى كثير من هذه الدلائل، بعض الدلائل تقبل الدفع لإدراجها في دليلها، بينما البعض الآخر مجانا.

### المرجعية الأجتماعية
المرجعية الأجتماعية (Social bookmarking) أو المفضلة الإجتماعية هي وسيلة لحفظ وتصنيف صفحات الويب في مكان عام على شبكة الإنترنت (الويب)، وبما أن المفضلة (bookmark) لها وصلة نص (anchor text) ويتم تقاسمها ومشاركتها وتخزينها علنا فيتم تفحصها من قبل محركات البحث والماسحات (crawlers) ولها قيمة في تحسين الرتبة في محركات البحث.

### روابط الصور
روابط الصور (Image linking) هي طريقة لتسجيل الصور مثل الرسوم البيانية (infographics) لأدلة الصورة والرسوم (image directories) وربطها رجعيا إلى رابط خاص (URL).